# Тиглатпаласар III
Тиглатпаласар III (ассир. Тукульти-апал-Эшарра, переводится как «Защити наследника, Эшарра»; библ. Феглафелласар и Фул) — царь Ассирии приблизительно в 745—727 годах до н. э.

## Биография

### Начало правления и реформы
Тиглатпаласар III пришёл к власти в ходе гражданской войны 746 — 745 годах до н. э. Опираясь на поддержку военной знати он захватил престол 13 айару (апрель — май) 745 года до н. э., после свержения Ашшур-нирари V. В самом начале своего правления Тиглатпаласар провёл ряд реформ, способствующих стабилизации внутриполитического положения в государстве и обусловивших новый подъём Ассирии. Так он разделил прежние большие области на множество мелких.
Во главе тех стояли уже не наместники, а «областеначальники», по большей части из евнухов, поэтому царь мог не опасаться, что создастся новая династия. Была реорганизована и ассирийская армия. Теперь она формировалась не из военных колонистов и ополчения, а из наёмников, впоследствии и из военнопленных. Постоянное профессиональное войско находилось на полном содержании у царя. Этот шаг помимо повышения боеспособности и численности армии увеличивал также независимость царя от общин, прежде выставлявших ополчение. Армия стала единообразно экипирована и превосходно обучена. Именно ассирийцы первыми начали широко применять стальное оружие. Они же впервые ввели два новых рода войск — регулярную кавалерию и сапёров.
Кавалерия, заменившая традиционные отряды колесниц, позволяла наносить внезапные стремительные удары, застигая противника врасплох и нередко добиваясь успеха малыми силами, а также преследовать разбитого противника вплоть до его полного уничтожения. Отряды сапёров прокладывали дороги и наводили переправы, позволяя ассирийскому войску преодолевать местности, считавшиеся непроходимыми. И они же впервые дали возможность вести правильную осаду крепостей с применением осадного вала, насыпей, стенобитных машин и т. п., либо путём полной блокады, позволяющей взять город измором. Наконец, новая ассирийская армия имела превосходно налаженную службу разведки и связи. Это ведомство считалось столь важным, что во главе его обычно стоял наследник престола.
Изменилось отношение ассирийцев и к населению завоёванных территорий. Если раньше значительная часть пленных вырезалась и лишь некоторая часть работоспособных жителей уводилась голыми и в шейных колодках в рабство, то, начиная с Тиглатпаласара III, это было признано нецелесообразным и менее выгодным для доходов Ассирийского государства. Теперь население, поскольку территорию удавалось включить в состав Ассирии, либо оставлялось на месте и облагалось тяжёлыми налогами, либо, чаще, выселялось в организованном порядке, с частью имущества, детьми и т. д. в ранее разорённые ассирийскими походами районы на другом краю державы. Этим обеспечивалась более рациональная эксплуатация территорий державы и более регулярное поступление доходов с них, а также перемешивание населения, имевшее целью затруднить для покорённых народов возможность сговориться о сопротивлении.

### Военные походы
Тиглатпаласар III был не только выдающимся администратором, но блестящим полководцем и реалистичным политиком. Уже в первый год своего правления, в месяце ташриту (сентябрь — октябрь) 745 года до н. э. он двинул свои войска в Вавилонию. Вавилонский царь Набонасар призвал Тиглатпаласара на помощь против халдеев и эламитов. Тиглатпаласар прошёл всю Вавилонию до самого Персидского залива, громя халдейские племена, и выселяя в Ассирию множество пленных, но он не причинил никакого ущерба городам и всячески подчёркивал свою роль их защитника и покровителя. За свою помощь Тиглатпаласар стал сюзереном вавилонского царя и принял титул  «царь Шумера и Аккада» .
В 744 году до н. э. ассирийские войска, по-видимому, уже с предшествующего года готовившиеся к походу (об этом говорит сообщение о постройке крепости, как стратегической базы и заселение вавилонскими переселенцами области Замуа), выступили на восток. Поднявшись вверх по долине реки Диялы, ассирийцы вступили на территорию Парсуа, и подвергли разгрому несколько мельчайших государств, которые анналы называют, по-видимому, по имени основателей династий — Бит-Затти, Бит-Капси, Бит-Санги (или Бит-Сакки) и Бит-Таззакки. Военные действия проходили по уже известному сценарию. Жители как и раньше укрывались в горах или изредка пытались отсидеться в крепостях, а ассирийцы жгли доставшиеся им поселения и захватывали, что и кого могли захватить. Некоторых правителей ассирийцам удалось захватить в плен, (например Каки царя Бит-Затти, Митаки царя Бит-Санги), другим удалось укрыться вместе со своими людьми в горах. Те пленные, которых ассирийцы считали принадлежавшими к особенно враждебным им группам, были посажены на кол. Часть территории была включена в состав Ассирии под названием наместничества Парсуа с центром в крепости Никур. В Бит-Затти, области вошедшей в новое наместничество, Тиглатпаласар III отпустил часть пленных на свободу, предварительно отрубив им большие пальцы рук, с тем чтобы сделать их неспособными к военному делу, но оставив их годными, как работников. Даже там, где территория не была непосредственно включена в состав ассирийских владений, Тиглатпаласар пытался наладить регулярную эксплуатацию населения, в виде назначения ежегодной дани. Так было в Бит-Капси, царь которого Баттану добровольно принял несение налогов и повинностей в пользу Ассирии, за что Тиглатпаласар оставил ему нетронутой крепость Каркарихундир.
«Анналы Тиглатпаласара» дошли до наших дней в виде отрывков надписей на полустёртых плитах, которые предполагалось вторично использовать во дворце царя Асархаддона. Строки между этими отрывками не сохранились и последовательность их не всегда ясна. Однако, по-видимому, во время этого похода Тиглатпаласар III не ограничился территорией Парсуа, а углубился в Мидию. В очень фрагментированном контексте упоминается взятие поселения Эрензиаш (может быть это то же, что Аразиаш или то же, что Элензаш в Бит-Барруа), которое восстало против Бисихадира, правителя Кишессу, затем бегство Раматеи, правителя Аравиаша (около Хамадана), причём в его поселениях наряду с лошадьми и рогатым скотом были захвачены и запасы бактрийского лазурита.
Конечной точкой похода была мидянская крепость Закрути. Затем ассирийцы двинулись обратно. Описывается покорение Туни, правителя Сумурзу (в долине одного из юго-восточных притоков Диялы), казнь его воинов и соединение Сумурзу и Бит-Хамбана в одну ассирийскую провинцию. Сюда же, по-видимому, вошла и Бит-Барруа (Баруата уратских надписей). После этого похода Тиглатпаласар III потребовал чтобы горные «владыки поселений» то есть общинные вожди всей «страны могучих мидян», вплоть до гор Бикин (Демавенда) приносили ему регулярную дань, которую он установил в 300 талантов (более 9 тонн) лазурита и 500 талантов (более 15 тонн) бронзовых изделий.

#### Война с Урарту
Обезопасив свои границы на юге и востоке, Тиглатпаласар III выступил против своего главного врага — царя урартов Сардури II, который заключил союз с рядом сирийских государств и в первую очередь с Арпадом (Бит-Агуси), в то время бывшим центром Северосирийского союза. Подчинив своему влиянию Сирию, Сардури пытался таким образом зайти во фланг Ассирии и отрезать её от Средиземного моря и от мест добычи полезных ископаемых, главным образом железа. В 743 году до н. э. в битве при Арпаде Тиглатпаласар разбил союзные армии ураратского царя Сардури, царя Арпада Матиэля, царя Мелида Сулумаля, царя Гургума Тархулары и царя Куммаха Кушташпи. Сардури бежал под покровом ночи. Тиглатпаласар преследовал его до моста через Евфрат, то есть до границ Урарту. Кроме военной добычи захваченной у Сардури Тиглатпаласар получил в Арпаде дань от царя Дамаска Рецина (3 таланта золота, некоторое количество серебра, 20 талантов ладана), царя Куммуха Кушташпи, царя Тира Итобаала II, царя Куэ (у устьев рек Сара и Пирама, совр. Сейхуна и Джейхана) Урияйка, царя Каркемиша Писириса, царя Гургума Тархулары, царя Библа Шипитбаала II, царя Хамата Эниэля, царя Сам’аля Панамму, царя Мелида Сулумала, царя касков Дадиму, царя Табала Васусарму (ассир. Уассурме), царя Туны (антич. Тиана) Ушхитти, царя Тухани (рядом с антич. Тианой) Урбаллы, царя Иштунды Тухамме, царя Хубишны Уримму, царя Арвада Матанбаала II, царя Бит-Аммана Санипу, царя Моава Саламану, царя Аскалона Митинти, царя Иудеи Йаухазу (др.-евр. Йсхоахаз‬, библ. Ахаз), царя Эдома Каушмалаки, царя Газы Хануну и от некоего царя Муцрайа (правда, неизвестно, царём какой страны он был). С завоёванных территорий было переселено 73 тысячи человек. Принесение дани государствами всей Сирии, Финикии, Палестины и юго-востока Малой Азии свидетельствует, что в середине VIII в. союзниками Урарту выступали далеко не только 4 упомянутых анналами государства.
Однако такой союз не мог быть уничтожен в одном сражении. Союзники вскоре оправились и захватили Арпад. Война приняла затяжной характер. 742 году до н. э. в «Списке эпонимов» помечен также походом на Арпад. Под 741 годом до н. э. отмечается, что некий город, название которого в надписи не сохранилось, взят после трёх лет боёв за него. Скорее всего, тут речь идёт об Арпаде. Однако и следующий год также отмечает поход на Арпад, который, видно, был снова отвоёван у ассирийцев союзниками. И только после 740 года до н. э. государство Бит-Агуси (Арпад) навсегда исчезает со страниц ассирийской истории. Но даже и после падения Арпада Северосирийский союз, поддерживаемый Урарту, оставался довольно сильным.

#### Борьба с мятежными царствами
В 739 году до н. э., взяв столицу племени Иту’а город Бирту (совр. Тикрит), Тиглатпаласар положил конец войне с этим племенем, тянувшейся ещё со времён Адад-нирари III. Воспользовавшись тем, что Тиглатпаласар III вёл войну с племенем Иту’а, активизировалась антиассирийская коалиция в Сирии. Царь Я’уди Азария привлёк на свою сторону царя страны Унку (Амк) и 19 городов хаматской области. Но верный вассал, царь Сам’ала Панамму немедленно сообщил об этом Тиглатпаласару и призвал его против мятежных царьков.
Тиглатпаласар III в 738 году до н. э. выступил в поход, быстро сокрушил своих противников и уничтожил их царства. В том же году был взят город Куллани (др.-евр. Калне‬), ставший, очевидно, после падения Арпада в 740 году до н. э. центром антиассирийского движения на западе. Панамму за верность был награждён территорией, частью из владений Азарии, частью за счёт Тархулары гургумского.
Девятнадцать хаматских городов и царство Унку были превращены в новую ассирийскую провинцию, доходящую до моря у Библа, с центром в Симирре. Первым наместником этой провинции был назначен сын и наследник Тиглатпаласара III Салманасар. Многие страны Сирии, а также юго-востока М. Азии и арабские племена Сирийской полупустыни под предводительством цариц Забибе и Шамси принесли дань.

#### Поход в Мидию
В 737 году до н. э. Тиглатпаласар III повторил поход в Мидию. Ассирийские войска прошли завоёванные ещё в 744 году до н. э. Бит-Санги и Бит-Таззаки. Был захвачен ряд поселений, имевших центром Бит-Иштар (ассир. «Храм богини Иштар»), где правил некто Ба’. Здесь ассирийцами был установлен культ священного копья ассиро-вавилонского бога Нинурты. Вожди расположенных далее к востоку областей применили обычную тактику укрытия в горах. Так поступили правители Упаш из Бит-Капси, Ушуру из Тадирруты и Бурдада из Нирутакты; последнего ассирийцам всё же удалось захватить в плен. Таким образом, ассирийское войско дошло до крепости Сибур (Сибар) и взяло её.
Дальнейшее описание похода сохранилось фрагментированно, однако ясно, что ассирийцы прошли через область Бушту (которую однако, не следует, по-видимому, смешивать с одноимённой крепостью в районе стыка Манны, Парсуа и Гизильбунды) и вступили на коренную территорию Мидийского союза. К этому же месту, вероятно относится упоминание области Нишша или Нишай (Нисейских полей античных авторов, соврем. равнина Казвина) и отрывок анналов, перечисляющий мидийские области Ариарма (иранск. Арья-Урва), «Петушиную страну» и Саксукну. Другие надписи Тиглатпаласара III подробнее перечисляют области, являющиеся объектами этого похода, но, к сожалению, расположение их установить невозможно. Из указанных надписей следует, что ассирийцы прошли насквозь почти всю Мидию, достигли какой-то «Страны Золота» (она же возможно Шикракки) и достигли гор Руа (по-видимому, восточнее современного Тегерана) и Соляной пустыни (Деште-Кевир). Отсюда они повернули обратно, по-видимому, через область Ушкаккан (которую возможно следует локализовать в долине Кара-су). По дороге взяли в плен и угнали жителей поселения Кар-Зибра, затем вступили в область Бит-Сагбит, жители которой укрылись в Сильхази, называемой также «Крепостью вавилонян» (в районе будущей Экбатаны, современный Хамадан). Ассирийцам удалось взять как эту крепость, так и соседнюю крепость Тилашури. Здесь был центр культа вавилонского бога Мардука, которому Тиглатпаласар принёс жертвы. Он приказал также здесь воздвигнуть стелу со своей надписью. Отсюда ассирийцы вернулись на свою территорию, по-видимому, через области Бит-Зуальзаш и Бит-Матти и долину реки Диялы. По дороге ассирийцы получили умилостивительные подарки от царства Эллипи (около совр. Керманшаха). Во время этого похода ассирийцы захватили огромную добычу и взяли в плен 65 тыс. человек.
В 736 году до н. э. Тиглатпаласар III совершил поход на север, к подножию гор Нал. Ассирийцы покорили поселения Никку, Хиста, Харабисина, Барбас, Таса, и дошли до реки Улуруш, взяв в качестве добычи 8650 человек в плен и большие стада. Захваченные территории вошли в состав Ассирии, и Тиглатпаласар прибавил их к наместничеству На’ири. После захвата 13 населённых пунктов, люди страны Муканни заперлись в крепости Ура, расположенной на горе Мусурну (или Ушурну, соврем. г. Бирдашу на горе Шернах-даг к северу от горы Джуди-даг и города Джезирет-ибн-Омар), но ассирийцы взяли этот город.

#### Разгром Урарту
В 735 году до н. э. Тиглатпаласар III вновь выступил против своего главного врага царя Урарту Сардури II и его союзников. В сражении в стране Куммух, между областями Киштан и Хальпу, он одержал победу над объединённой армией Сардури, царя Мелида Сулумаля, царя Гургума Тархулары и царя Куммуха Кушташпи. Это сражение решило исход борьбы. После этого Тиглатпаласар прошёл огнём и мечом 60 беру (около 450 км) через всю территорию Урарту с запада на восток, вплоть до Тушпы, не встретив сопротивления. И хотя ассирийский царь разрушил нижнюю часть столицы Сардури, но взять цитадель, где заперся царь урартов, он так и не смог, а вести длительную осаду счёл, видимо, излишним.
После поражения 735 года до н. э. царство Урарту потеряло большую часть территории в верховьях и у истоков Тигра, а также между озером Ван и районом слияния Арацани с Евфратом. Страны Уллуба и Хабху, расположенные у горы Нал, были завоёваны целиком и включены в границы Ассирии. В стране Уллуба Тиглатпаласар III построил новый город, названный им Ашшур-икиши, и посадил в нём областеначальника. В стране Куллимери он водрузил свою статую. Новые земли вошли в состав областей «Главного кравчего» (столица Кутмухи), Туртана (столица Харран) и На’ири (столица Амеду). Также Тиглатпаласар укрепил свою северную границу, построив там многочисленные крепости.

#### Покорение Дамаска
Затем Тиглатпаласар III снова готовит поход на запад в Сирию и Ханаан, где против Ассирии создалась коалиция во главе с царём Дамаска Реционом и царём Израиля Факеем. На их стороне стояли также царь Газы Ганнон и царь Эдома. Союзники предложили также царю Иудеи Ахазу примкнуть к их коалиции, но последний ответил отказом. Тогда пытаясь заставить его силой, Рецин и Факей осадили столицу Иудеи Иерусалим. Ахаз запросил помощи у Тиглатпаласара. Последний не замедлил явиться и в 734 году до н. э. нанёс сильный удар по союзникам. Ганнон бежал в Египет, но затем вернулся, и изъявил покорность ассирийскому царю и уплатил огромный выкуп.
733 — 732 годах до н. э. были заняты у Тиглатпаласара III войной с Дамаском. Наконец в 732 году до н. э. Дамаск был взят. Рецин был казнён, Факей пал жертвой бунта, а на его место был посажен сторонник Ассирии Осия.

#### Покорение Израиля
Израильское царство было сокращено до пределов Самарии, весь север отторгнут и часть населения уведена в плен (4Цар. 15:29; 1Пар. 5:26). Царь тиро-сидонский Хирам II, цари Моава, Эдома, Аммона, Аскалона, Газы, а также аравийские царства арабов Муза, Тейма, Мавейское и другие покорились и принесли богатые дары золотом и серебром. При этом Тир уплатил самую большую за всю историю Ассирии единовременную дань в 150 талантов золота (более 4,5 тонн).
Значение этой победы было огромно. Во-первых, прекратило своё существование некогда могущественное Дамасское царство, стоявшее во главе почти всех антиассирийских движений в Сирии. Во-вторых, создавшаяся обстановка предопределила и конец Израильского царства, которое стало беспомощным, окружённое со всех сторон ассирийскими владениями. В-третьих, царь Иудеи Ахаз стал вассалом Ассирии и за свою мнимую независимость платил огромную дань. И, наконец, с подчинением Газы ассирийские войска вплотную подошли к границе Египта.

#### Последние походы
Тем временем Вавилония из-за ряда внутренних событий оказалось ввергнутой в полную анархию. Вождь халдейского племени Амуккани Набу-укин-зер покорил Вавилон и короновался там царём. В 731 году до н. э. Тиглатпаласар III явился в Вавилонию как восстановитель порядка и спокойствия. Его поход был направлен против халдеев и, в первую очередь, против Шапии, столицы Бит-Амуккани. Халдейские племена подверглись жесточайшему разгрому. 154 000 халдеев было угнано в плен. Халдейские вожди принесли огромную дань. Среди этих вождей в «Анналах Тиглатпаласара» упоминается царь Приморья Мардук-апла-иддин II, впоследствии заклятый враг Ассирии.
Завоёванную страну Тиглатпаласар III не разделил, как обычно, на области. Престиж Вавилонии был столь велик, что Тиглатпаласар предпочёл в 729 году до н. э. короноваться в качестве вавилонского царя под именем Пулу, объединив, таким образом, всю Месопотамию личной унией.
Около 728 года до н. э. царь Табала Васусарму (ассир. Уассурме) попытался освободиться от уплаты дани и отношений зависимости от Ассирии. Тиглатпаласар III сверг его с престола, заменив своим доверенным лицом (всем ему обязанным безродным Хулли) и наложил на него дань 10 талантов (303 кг) золота, 100 талантов (3030 кг) серебра и 200 лошадей.
Не все спокойно было и в Куэ. Его царь Урикки (которого в иероглифических надписях именуют «Аварикус из Адана») завязал тайную переписку с Урарту. К счастью для Ассирии, опасные послания из Куэ в Урарту шли через земли мушков, где были перехвачены правителем Митой, лояльным к Ассирии. Дальнейший ход событий взаимоотношений между Урикки и Тиглатпаласаром III неизвестен, царь Урикки из Куэ больше нигде не упоминается.
После 737 года до н. э. в течение жизни Тиглатпаласара III в Мидию был предпринят ещё один поход под командованием полководца Ашшур-дан-нин-анни, но ассирийские тексты не сообщают никаких подробностей об этом походе, кроме того, что было захвачено «5000 лошадей, а людей и крупного рогатого скота без счёта».
Тиглатпаласар III правил 18 лет.